# Lemuel Stetson
Lemuel Stetson (* 13. März 1804 in Champlain, New York; † 17. Mai 1868 in Plattsburgh, New York) war ein US-amerikanischer Jurist und Politiker. Zwischen 1843 und 1845 vertrat er den Bundesstaat New York im US-Repräsentantenhaus.

## Werdegang
Lemuel Stetson wurde ungefähr acht Jahre vor dem Ausbruch des Britisch-Amerikanischen Krieges in Champlain im Clinton County geboren und wuchs dort auf. In dieser Zeit besuchte er öffentliche Schulen und die Plattsburg Academy. Er studierte Jura. Seine Zulassung als Anwalt erhielt er 1824 und begann dann in Keeseville im Essex County zu praktizieren. Er saß in den Jahren 1835, 1836 und 1842 in der New York State Assembly. Zwischen 1838 und 1843 war er Bezirksstaatsanwalt im Clinton County. Politisch gehörte er der Demokratischen Partei an.
Bei den Kongresswahlen des Jahres 1842 für den 28. Kongress wurde er im 15. Wahlbezirk von New York in das US-Repräsentantenhaus in Washington, D.C. gewählt, wo er am 4. März 1843 die Nachfolge von John Sanford antrat. Er schied nach dem 3. März 1845 aus dem Kongress aus. Als Kongressabgeordneter hatte er den Vorsitz über das Committee on District of Columbia.
Nach seiner Kongresszeit nahm er 1846 an der verfassunggebenden Versammlung von New York teil. Er saß im selben Jahr in der New York State Assembly. Dann zog er 1847 nach Plattsburgh. Zwischen 1847 und 1851 war er Richter im Clinton County. Er nahm 1860 als Delegierter an der Democratic National Convention in Baltimore teil. Danach ging er wieder seiner Tätigkeit als Anwalt nach. Er verstarb am 17. Mai 1868 in Plattsburgh und wurde dann auf dem Riverside Cemetery beigesetzt.